# Shoarmarol
Een shoarmarol is een snack met van binnen shoarmavlees in een omhulsel van "yufka", te vergelijken met "strudelteig" ofwel filodeeg. Het is te verkrijgen in de Turkse en Marokkaanse winkels. Het is een flinterdun, elastisch deeg van meel, zout, olie en lauwwarm water. De snack wordt warm genuttigd en dient in de frituurpan te worden bereid.